# スズキ・GSR
GSR（ジーエスアール）は、スズキが製造販売しているオートバイの車種名である。シリーズ車種として数車種が発売されている。

## モデル一覧

### GSR400
GSR400は、2006年5月より発売開始。搭載される水冷直列4気筒エンジンは、同社のスーパースポーツ「GSX-R600」のものをベースに開発されたもの。400ccネイキッドではクラス初の採用となるフューエルインジェクションは、32ビットのECM（エンジンコントロールモジュール）により制御される。最高出力は400ccクラスの自主規制上限となっていた53PSだが、全域にわたる扱いやすさと力強さを実現している。
メインフレームはアルミ製のツインスパータイプ。正立式のフロントフォーク・モノショック式のリアスイングアームには、リッタークラスと同じワイドラジアルタイヤを装備。またサイレンサーはシート下に装備されるなど、走りを強く意識したデザイン・設計となっている。そのため、シート下収納がほとんどない、高速を重視した結果として低速のトルクが同クラスと比べて弱いなどの面がある。
2007年9月26日よりABSを搭載したGSR400 ABSも発売されており、2012年現在はABS仕様のみ発売されている。
比較的近年に発売された車両ではあったが、当初のモデルは2008年（平成19年）の自動車排出ガス規制強化には対応していなかったため、同年11月に生産の終了が公表されていたが、2009年3月9日に排出ガス基準の強化に対応した新モデルが発売された。2009年モデルの最高出力は45kW (61ps) /12,000rpmであり、かつての馬力規制（排気量400ccで59ps）を超える数値となっている。
なお継続生産車への平成28年自動車排出ガス規制適用のため、2017年9月にメーカーより生産終了が発表された。

### GSR600

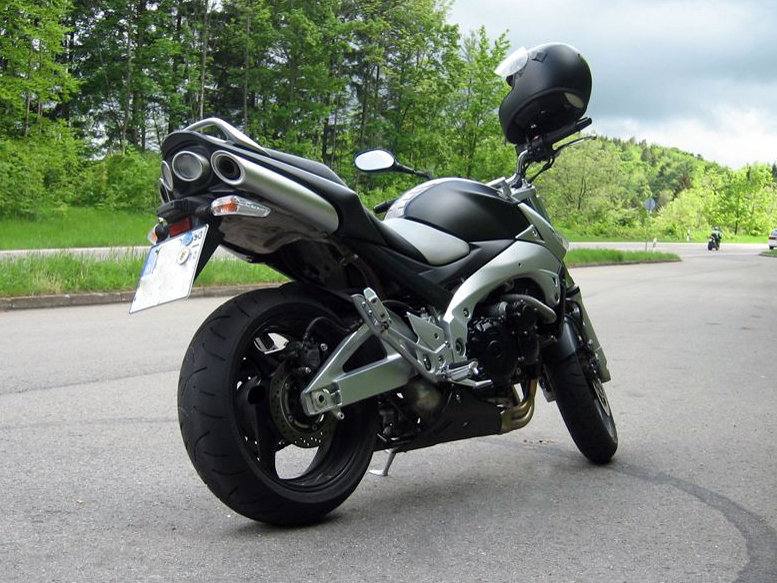
スズキ・GSR600（輸出車）

日本国外モデルであるGSR600は2005年のパリサロンで発表。同年10月の第39回東京モーターショーにも出品され、翌年の春より輸出が開始された。車体周りは兄弟車種の400とほぼ共通だが、GSX-R600ベースのエンジンは97psの最高出力を発揮している。

### GSR250 / S / F
2011年、スズキの中国・現地法人である常州豪爵鈴木摩托車有限公司が GW250 というオートバイを発売したが、これが好評を得たことからグローバルモデル（世界戦略モデル）として世界規模で発売されることになった。2012年に欧州で Inazuma250 として発表され、日本でも同年7月18日に GSR250 として発表され7月30日より発売された。
車体デザインはB-KINGをイメージしたネイキッドタイプで、エンジンは248ccの並列水冷2気筒に低中回転域中心のセッティングを施し搭載している。
なお2014年9月発売の L5（2015年）モデルより販売価格が2万円弱引き下げられる。
GSR250Sは2014年1月10日に発売された。通常モデルからフロントカウルを風防付きのものに交換し、ハンドルの位置を高く変更したツーリング仕様のモデルとなっている。
GSR250Fは2014年9月18日に発売された。250シリーズのフルカウル仕様であるが、風防やハンドルの高さは S より低めのセッティングとなっている。
なお S・F の日本向け車両は2017年にメーカーより生産終了が先に公表され、通常仕様の日本向け車両も継続生産車への平成28年自動車排出ガス規制適用により、2017年9月に生産終了が発表された。

### GSR750
GSR750は日本国外向け車両として2010年10月に開催されたインターモトで発表された。GSR600をフルモデルチェンジした車両で、エンジンは2005年式GSX-R750から流用してカムプロファイルと吸排気系を見直し、徹底したフリクションロスの低減と燃焼効率の向上などにより、扱いやすさとともに低中速トルクをアップ。フロントサスペンションは倒立型が装備された。フレームはＤ型断面のスチール製ツインスパータイプ。車体デザインは直線を基調として全体的に先鋭化されたものとなっている。のちにABS仕様も追加された。
2013年3月21日に日本国内仕様としてGSR750 ABSが発売された。エンジンの出力特性は日本国外仕様車と同一となり、国内ナナハンクラス初の100ps超と、60km/h定地走行での燃費30.0km/lを達成したとしている。車体は平成13年騒音規制適合のため左側のエンジンカバーとホールなしのリアスプロケットが装備されたが、それ以外は日本国外仕様とほぼ同一となっている。
なお北米向け仕様はGSX-Sシリーズとして GSX-S750 の車名がつけられていたが、モデルチェンジにを受けたGSX-S750の日本発売により、GSR750は2017年に日本国内仕様の生産終了がメーカーより公表されている。

### GSR125
台鈴工業（台湾スズキ）で生産している現地向けのスクーターに GSR125 があるが、当然のことながら上記シリーズとは名前以外に共通性はない。キャッチコピーは「Rの魂」で、エンジンはアドレスV125と同等のものである。なお当初はキャブレター仕様であったのが特徴であったが、後にフューエルインジェクション仕様となっている。また2009年には上位車種となる NEX125 が発表されている。